# Boltigen
Boltigen (toponimo tedesco) è un comune svizzero di 1 270 abitanti del Canton Berna, nella regione dell'Oberland (circondario di Obersimmental-Saanen).

## Geografia fisica
Boltigen si trova nella Simmental; è collegato a Val-de-Charmey (Canton Friburgo) attraverso lo Jaunpass.

## Monumenti e luoghi d'interesse

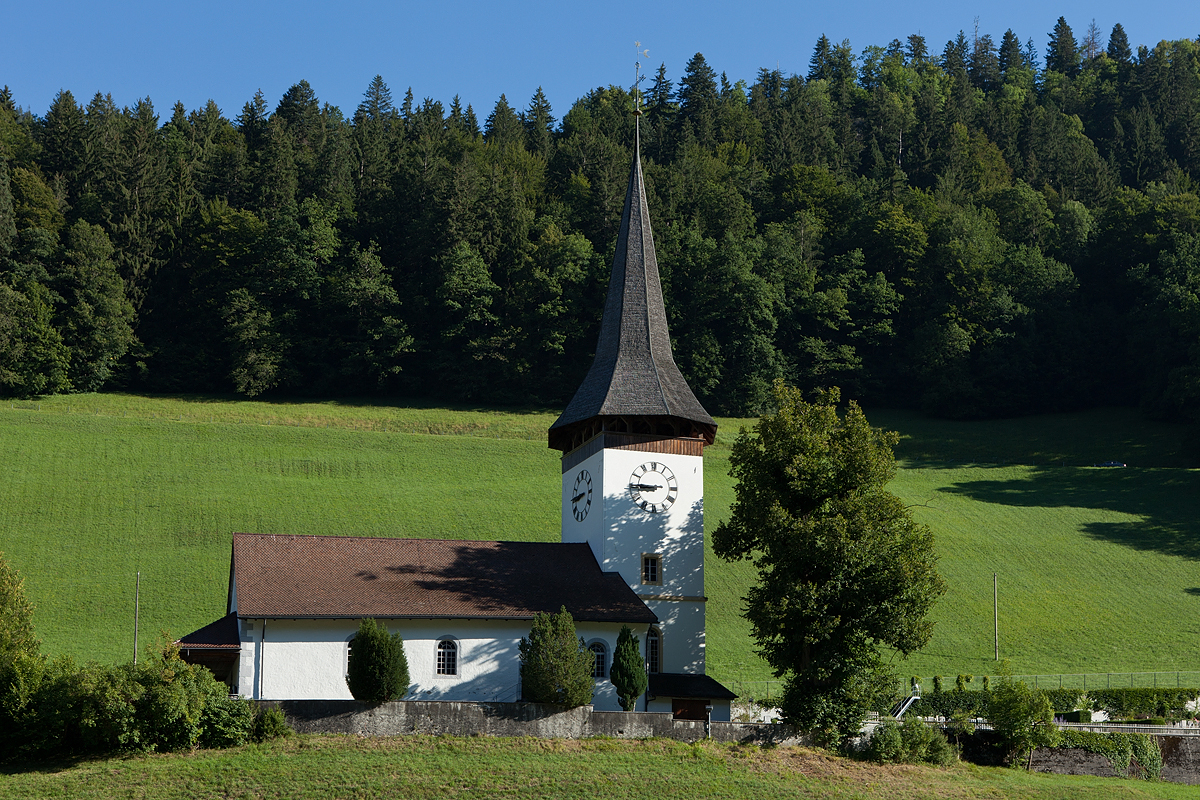
La chiesa riformata

- Chiesa riformata (già di San Maurizio), attestata dal 1228 e ricostruita nel 1840[1].

## Società

### Evoluzione demografica
L'evoluzione demografica è riportata nella seguente tabella:
Abitanti censiti

## Geografia antropica

### Frazioni

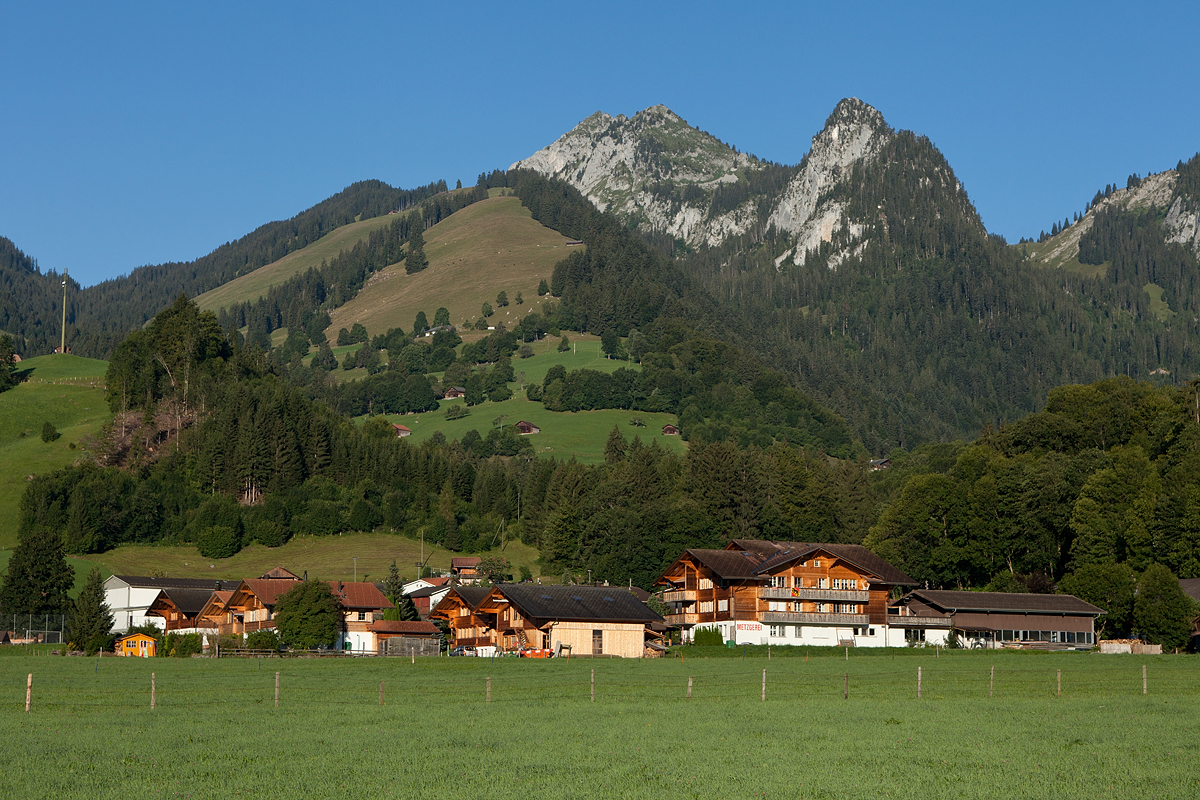
Reidenbach

Le frazioni di Boltigen sono:
- Adlemsried
- Eschi
- Oberbäuert
  - Littisbach
  - Unterbächen
- Reidenbach
- Schwarzenmatt
- Simmenegg
- Weissenbach

## Infrastrutture e trasporti

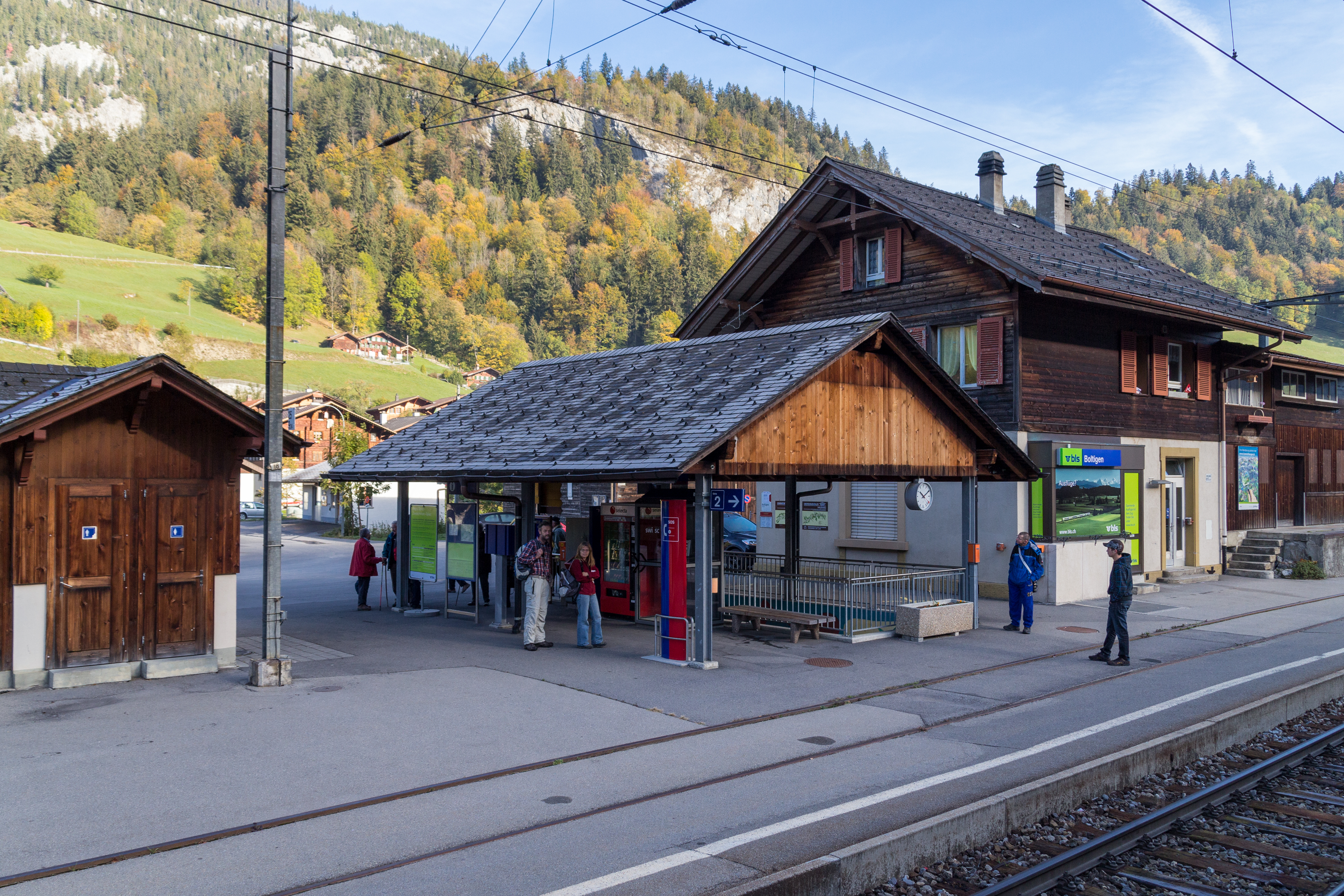
La stazione di Boltigen

Boltigen è servito dall'omonima stazione e da quelle di Reidenbach e di Weissenbach sulla ferrovia Spiez-Zweisimmen.

## Amministrazione
Ogni famiglia originaria del luogo fa parte del cosiddetto comune patriziale e ha la responsabilità della manutenzione di ogni bene ricadente all'interno dei confini del comune.